# Jake Scott
Jacob E. "Jake" Scott III (Greenwood, 20 de julho de 1945 – Atlanta, 19 de novembro de 2020) foi um jogador de futebol americano que atuou como Safety e jogou de 1970 a 1978 no Miami Dolphins e Washington Redskins da National Football League (NFL). Scott foi para o Pro Bowl cinco vezes consecutivas entre 1971 e 1975. Ele registrou 35 interceptações em suas seis temporadas com os Dolphins e catorze em seus três anos com os Redskins. Também foi cinco vezes All-Pro.
Scott usou o número 13 ao longo de sua carreira (um número não usado atualmente pelos safetys da NFL), que mais tarde ficou famoso em Miami por ser usada por Dan Marino, e desde então foi aposentado em homenagem a Marino.

## Carreira universitária
Depois de crescer em Atenas, Geórgia, e jogar futebol americano no ensino médio em Arlington, Virgínia na Washington-Lee High School, Scott jogou futebol americano universitário na Universidade da Geórgia, onde liderou a Geórgia em interceptações em 1967 com seis interceptações e em 1968 com dez interceptações. Em 1967, Scott foi nomeado para o Primeiro-Time da All-SEC pela Associated Press, e em 1968 novamente na AP e na UPI. As dez interceptações em uma temporada são agora a segunda maior marca da história da Geórgia, atrás das 12 de Terry Hoage em 1982. As 175 jardas de retorno de Scott em interceptações em 1968 também é a segunda maior marca da Geórgia.
As 315 jardas pós interceptação é a maior na história da escola. Ele também detém o atual recorde da Geórgia de mais interceptações.
Scott foi introduzido no Hall da Fama do Estado da Georgia em 1986 e no Athens (GA) Athletic Hall of Fame em 2000.
Foi anunciado em 17 de maio de 2011 que Scott havia sido selecionado para entrar no Hall da Fama do College Football.
Scott deixou a Universidade da Geórgia depois de seu segundo ano para ir ao Canadá e jogar futebol americano profissional na CFL.

## Carreira profissional
Scott começou sua carreira profissional em 1969 na Canadian Football League como defensive back e retornador no BC Lions. Ele foi selecionado pelo Miami Dolphins na sétima rodada do Draft da NFL de 1970, onde, em seu ano de estreia, ele teve cinco interceptações e teve um retorno de punt para touchdown. No ano seguinte, ele registrou sete interceptações e 318 jardas de retorno, ajudando a equipe a alcançar o Super Bowl VI, que eles perderam por 24-3 para o Dallas Cowboys. Scott registrou um retorno de 21 jardas no jogo.
Scott foi um membro chave da temporada invicta de 1972 do Miami Dolphins e foi nomeado o MVP do Super Bowl VII, registrando duas interceptações na vitória dos Dolphins por 14-7 sobre o Washington Redskins, incluindo uma no quarto quarto. Ele também ajudou os Dolphins em sua vitória no Super Bowl VIII, registrando duas recuperações de fumble, 20 jardas de retorno de punt e 47 jardas de retorno de kickoff naquele jogo. Estabeleceu dois recorde no Super Bowl: foi o primeiro jogador a recuperar 2 fumbles em um jogo e foi o primeiro a ter dois fumbles recuperados em Super Bowl, um recorde agora compartilhado por outras 12 pessoas. Scott ainda é o único jogador a recuperar um dos fumble de seu time e um dos fumble do adversário.
No geral, Scott terminou sua carreira com 49 interceptações. Ele teve 35 interceptações jogando 6 temporadas por Miami, fazendo dele o líder de todos os tempos dos Dolphins nesse categoria. Scott teve 13 recuperações fumble em sua carreira. Em equipes especiais, ele ganhou 1.357 jardas e um touchdown de retorno de punts, e 137 jardas em seis retornos de kickoffs.
Scott jogou pelos Redskins nos últimos 3 anos de sua carreira.

## Pós-aposentadoria e morte
Ele foi introduzido no Hall da Fama da Geórgia-Flórida em 1998. Ele foi introduzido junto com Bill Stanfill no Hall of Honor do Miami Dolphins em 18 de novembro de 2010.
Scott foi um dos três únicos MVPs vivos do Super Bowl que não compareceram ao Super Bowl XL, quando todos os MVPs anteriores foram homenageados antes do jogo. Os outros não comparecimentos foram Terry Bradshaw e Joe Montana. Scott participou do Super Bowl 50 e foi homenageado durante as festividades pré-jogo. 
Morreu em 19 de novembro de 2020 em Atlanta, aos 75 anos, após cair de uma escada que deixou-o em coma.